# Cardamine densiflora
Cardamine densiflora är en korsblommig växtart som beskrevs av Nikolai Fedorovich Gontscharow. Cardamine densiflora ingår i släktet bräsmor, och familjen korsblommiga växter. Inga underarter finns listade i Catalogue of Life.